# Tetreuaresta lata
Tetreuaresta lata är en tvåvingeart som beskrevs av Erich Martin Hering 1942. Tetreuaresta lata ingår i släktet Tetreuaresta och familjen borrflugor.
Artens utbredningsområde är Paraguay. Inga underarter finns listade i Catalogue of Life.